# Pieve di Sondrio
La pieve di Sondrio fu un'antica suddivisione territoriale della diocesi di Como e del Terziere di mezzo della Valtellina grigionese con capoluogo Sondrio.